# 瓦尔特·克内德尔
瓦尔特·克内德尔（德語：Walter Knödel，1926年5月20日—2018年10月19日），奥地利数学家和计算机科学家，斯图加特大学的计算机科学教授。克内德尔数以沃尔特·克内德尔的名字命名。
克内德尔出生于维也纳，之后在维也纳大学学习数学和物理。1948年，他获得了维也纳大学的博士学位，研究方向为数论，导师是Edmund Hlawka。1961年，他成为斯图加特大学的数学教授。
2018年10月19日，克内德尔逝世于斯图加特。